# كاواي ليونارد
كاواي ليونارد (بالإنجليزية: Kawhi Leonard)‏ مواليد 29 يونيو 1991، هو لاعب كرة سلة أمريكي يلعب مع فريق لوس انجلوس كليبرز في الرابطة الوطنية لكرة السلة ويحمل الرقم 2. يبلغ طوله 6 قدم 7 بوصة (2.0 م).

## فرق لعب لها
- سان أنطونيو سبرز

## روابط خارجية
- كاواي ليونارد على موقع IMDb (الإنجليزية)
- كاواي ليونارد على موقع قاعدة بيانات الفيلم (الإنجليزية)
- كاواي ليونارد على موقع إن بي أي (الإنجليزية)
- كاواي ليونارد على موقع سبورتس رفرنس (الإنجليزية)
- كاواي ليونارد على موقع كرة السلة الأوروبية.كوم (الإنجليزية)
- كاواي ليونارد على موقع DraftExpress.com (الإنجليزية)
- كاواي ليونارد على موقع إي إس بي إن.كوم (الإنجليزية)
- كاواي ليونارد على موقع كلية كرة السلة في سبورتس رفرنس.كوم (الإنجليزية)
- كاواي ليونارد على موقع ريلجم (الإنجليزية)
- كاواي ليونارد على موقع بروبوليرز (الإنجليزية)